# 藤森エレナ
藤森 エレナ（ふじもり エレナ、1982年12月30日 - ）は、日本の元AV女優、元ストリッパー。
神奈川県出身。血液型：AB型、身長：158cm 、スリーサイズ：B87・W57・H85 、Fカップ。

## 略歴
- 2002年 - 『彼女はピンキーフラミンゴ』（アトラス21）でAVデビュー。
- 2003年 - ストリッパーとしても活躍。
- 2004年 - 引退。

## 出演作品

### アダルトビデオ
2002年
- 彼女はピンキーフラミンゴ（3月30日（レンタル） / 7月19日（セル）　アトラス21）　※デビュー作
- エレナの下半身（4月23日、アトラス21）
- エロスの誘い（5月30日、アトラス21）
- 恋するワーキング・ガール（6月29日、アトラス21）
- COS-PARA plus（7月31日、アトラス21）
- プライバシー（8月30日、アトラス21）
- Private Wife（9月30日、アトラス21）
- ザ・コールガール（10月30日、アトラス21）
- nudy Vol.1（11月1日、デジタル・ドリーム・デベロップメント）
- パンストラヴァーズ（11月18日、アトラス21）
- デジタルモザイク vol.007（12月1日、KILLER（MOODYZ））
- 誘惑秘書 藤森エレナ 巨乳セレクタリーのやりすぎアフター5（12月5日、ドリームチケット）
- 巨乳家庭教師（12月6日、ワープエンタテインメント）
- ESCAPE（12月10日、ロビンソン（隼エージェンシー）
- 彩・色・美・乳（12月20日、アトラス21）

2003年
- SUPER SEXUAL DANCER（1月1日、MOODYZ）
- ドリームシャワー Vol.45（1月10日、ワープエンタテインメント）
- 宅配ソープ（1月22日（レンタル）/8月22日（セル）、アトラス21）
- LOVE NURSE（2月1日、ゴーゴーズ）
- おかしな関係（2月7日、ワープエンタテインメント）
- 痴乳ダンス 藤森エレナ（2月15日、MOODYZ）
- THE HARD CORE（2月18日、アトラス21）
- LEG'S（3月14日、Tiara（デジタル・ドリーム・デベロップメント））
- パンストオナニー（3月15日、ゴーゴーズ）
- 人間失格（3月18日、アトラス21）
- Angel（4月8日、アイデアポケット）
- 爆乳IDOLミックス（4月11日、アルール（メディアバンク））オムニバス作品
- SUPER SEXUAL DANCER（4月17日、GOT（ジーオーティー））
- 痴汝魂 藤森エレナ（4月25日、グローリークエスト）
- 女教師 観音教室 藤森エレナ（5月8日、アタッカーズ）
- 痴乳ダンス 藤森エレナ（5月8日、MAT（ジーオーティー））
- スタジオライブ 藤森エレナ（5月9日、STUDIO LIVE）
- 淫華乱舞（5月23日（レンタル） / 2003年6月27日（セル）、宇宙企画（メディアステーション））
- ワイセツ女性教師XXX（5月24日、グローリークエスト）オムニバス作品
- Stars（6月30日、アルール（メディアバンク））オムニバス作品
- 美熟女ミセス4　藤森エレナ（7月26日、U&K）
- SUPER SEXUAL DANCER 藤森エレナ（8月1日、MOODYZ）
- THE HIP 藤森エレナ（8月7日、オーロラプロジェクト）
- 催眠 藤森エレナ（8月18日、幻映舎）
- Puppet Dolls くすぐり（9月6日、インターロック）
- 探偵! ウラ風俗スクープ（9月23日、VIP）
- 『泡姫』 藤森エレナ（9月26日、M-KING（ロイヤルアート））
- づっぷす 藤森エレナ（10月15日、幻映舎）
- 探偵! ウラ風俗スクープ 2（10月22日、VIP）
- フェチシャワー 水的肌濡戯画（10月24日、桃太郎映像出版）オムニバス作品
- 美女が野獣（11月6日、忠実堂）
- ベチョヌル! 3（11月21日、ワイルドサイド）
- 東京裏風俗（11月28日、VIP）
- 強制露出マニアックス 8（レンタル） / 強制露出コレクション（セル）（12月17日（レンタル） / 2004年1月16日（セル）
- ダンス・ダンス・レズビアン 2 〜エロエロ・オマ○コビート〜 （12月18日、ディープス）
- Pheromone 5（12月27日、LEO）

2004年
- “超高級”魔性の女コールガール（2月6日、グラスワン・ソフトウェア）
- 巨乳女教師レイプ（2月27日、タカラ映像）
- 猥褻な美女マゾ（2004年3月18日、アートビデオ）
- SEX味くらべ 女優編（3月19日、マックス・エー）共演:長谷川瞳、水来亜矢
- The SEX 6（3月19日、LEO）オムニバス作品
- KILL PILL vol.1（3月21日、アリウス）
- Virtual H（3月28日、ロイヤルアート）オムニバス作品
- 痴女教官 3（5月20日、ネクストイレブン）
- 巨乳リザーブ（6月4日、タカラ映像）他出演:松坂樹梨、友田真希
- 巨乳・美乳レズビアン4大饗艶（6月11日、charm）
- 巨乳女子校生が癒してあげる（8月27日、うまなみ。（ケイ・エム・プロデュース））
- 巨乳お姉さんに犯されたい!（9月24日、うまなみ。(ケイ・エム・プロデュース)）
- 巨乳女子校生 4時間スペシャル 2（10月8日、ケイ・エム・プロデュース）うまなみ。作品『巨乳女子校生が癒してあげる』のセルDVD化作品

2005年
- ケモノが疼く…変態学園!! 辱めの肉体授業（1月21日、h.m.p）オムニバス作品
- Ecsta Sex!! 女教師たちの淫らな愛液（9月23日、God）
- 超本気AVシネマ Office REIKO Departures ［完全版］ Vol.1（11月13日、ウエストメディア）
- FACE 55 （アウダースジャパン）
- 雌女 挑発フェロモン （アウダースジャパン）

### ゲーム
- 禁断のレズゲーム（2003年12月19日、グラスワン・ソフトウェア）